# Staaten Venezuelas

Die Bundesstaaten Venezuelas mit Guayana Esequiba

Venezuela ist in 23 Bundesstaaten (estados) sowie den Hauptstadtdistrikt Distrito Capital unterteilt. Des Weiteren gibt es noch die so genannten Dependencias Federales de Ultramar, welche aus einer Reihe von Venezuela abhängiger Inseln bestehen.
Vor dem Bürgerkrieg (1859–1863) wurde Venezuela in Provinzen anstelle von Staaten unterteilt. Die siegreichen Kräfte wollten für die Staaten mehr Autonomie einführen, dieses wurde aber nicht durchgesetzt. Von 1863 bis ins frühe 20. Jahrhundert gab es zahlreiche territoriale Veränderungen, einschließlich zahlreicher Fusionen und Aufspaltungen. Erst Ende desselben Jahrhunderts kam es zu weiteren drei neuen Staaten, nämlich Delta Amacuro, Amazonas und Vargas.
| Bundesstaat            | Hauptstadt             | Einwohner 2017 | Fläche in km² | Ew. je km² 2017 | Region            | Lage |
| ---------------------- | ---------------------- | -------------- | ------------- | --------------- | ----------------- | ---- |
| Amazonas               | Puerto Ayacucho        | 187.900        | 180.144       | 1,1             | Guayana           |      |
| Anzoátegui             | Barcelona              | 1.706.100      | 43.300        | 39,4            | Nor-Oriental      |      |
| Apure                  | San Fernando de Apure  | 593.700        | 76.500        | 7,8             | de los Llanos     |      |
| Aragua                 | Maracay                | 1.839.100      | 7.014         | 262,2           | Central           |      |
| Barinas                | Barinas                | 913.600        | 35.200        | 26,0            | de los Andes      |      |
| Bolívar                | Ciudad Bolívar         | 1.809.300      | 238.000       | 7,5             | Guayana           |      |
| Carabobo               | Valencia               | 2.494.800      | 4.650         | 536,5           | Central           |      |
| Cojedes                | San Carlos             | 357.900        | 14.800        | 24,2            | Central           |      |
| Delta Amacuro          | Tucupita               | 197.200        | 40.200        | 4,9             | Guayana           |      |
| Dependencias Federales | Los Roques             | 2.250          | 342           | 18,8            | Insular           |      |
| Distrito Capital       | Caracas                | 2.085.800      | 433           | 4.817,4         | Capital           |      |
| Falcón                 | Coro                   | 1.046.400      | 24.800        | 42,2            | Centro-Occidental |      |
| Guárico                | San Juan de los Morros | 905.000        | 64.986        | 13,9            | de los Llanos     |      |
| Lara                   | Barquisimeto           | 2.007.200      | 19.800        | 101,4           | Centro-Occidental |      |
| Mérida                 | Mérida                 | 1.007.900      | 11.300        | 89,2            | de los Andes      |      |
| Miranda                | Los Teques             | 3.228.400      | 7.950         | 406,1           | Capital           |      |
| Monagas                | Maturín                | 995.600        | 28.930        | 34,5            | Nor-Oriental      |      |
| Nueva Esparta          | La Asunción            | 584.900        | 1.150         | 508,6           | Insular           |      |
| Portuguesa             | Guanare                | 1.024.300      | 15.200        | 67,4            | Centro-Occidental |      |
| Sucre                  | Cumaná                 | 1.059.500      | 11.800        | 89,8            | Nor-Oriental      |      |
| Táchira                | San Cristóbal          | 1.255.900      | 11.100        | 113,1           | de los Andes      |      |
| Trujillo               | Trujillo               | 840.600        | 7.400         | 113,6           | de los Andes      |      |
| Vargas                 | La Guaira              | 298.109        | 1.496         | 249,0           | Capital           |      |
| Yaracuy                | San Felipe             | 716.000        | 7.100         | 100,8           | Centro-Occidental |      |
| Zulia                  | Maracaibo              | 4.199.200      | 63.100        | 66,6            | Zuliana           |      |

Venezolanische Staaten werden in Verwaltungsbezirke (spanisch: municipios) unterteilt.